# Ranunculus malinovskii
Ranunculus malinovskii är en ranunkelväxtart som beskrevs av A.G. Elenevskii och T.G. Derviz-sokolova. Ranunculus malinovskii ingår i släktet ranunkler, och familjen ranunkelväxter. Inga underarter finns listade i Catalogue of Life.